# Велика Рада Руху

Велика Рада РУХу у будинку Центральної Ради (Будинок Вчителя). Початок 1990-х років.

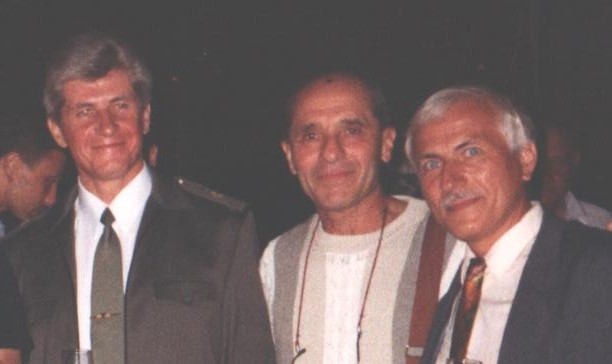
Члени Ради: Іван Білас, Олександр Бураковський, Володимир Білецький.

Вели́ка Ра́да Ру́ху — згідно зі Статутом Народного Руху України, прийнятим на І з'їзді Руху 8-10 вересня 1989 р. — керівний орган Руху.
Велика Рада Руху включала:
- Рада представників областей України (81 член Ради),
- Раду Колегій (93 члени Ради). Включала:
Політико-правову колегію.
Соціально-економічну колегію.
Колегію культури, науки, освіти.
Екологічну колегію.
- Раду національностей.

Першими керівниками Великої Ради Руху були:
- Рада представників — Володимир Яворівський
- Рада колегій — Володимир Черняк
- Рада національностей — Вілен Мартиросян

1 грудня 1990 р. Велика рада НРУ закликала створити у Верховній Раді УРСР опозиційну комуністичному режимові Народну Раду та звернулася до народних депутатів СРСР від України виступити проти прийняття нового Союзного договору.
В 1991 році Велика рада Руху переважною більшістю голосів висунула кандидатом у Президенти України від НРУ В'ячеслава Чорновола.